# Ong Bak
Ong Bak – tajski przygodowy film akcji z elementami walk w stylu Muay Thai z 2003 r., w reżyserii Prachya Pinkaew.

## Obsada
- Petchtai Wongkamlao jako Humlae / Dirty Balls / George
- Tony Jaa jako Ting
- Pumwaree Yodkamol jako Muay Lek
- Suchao Pongwilai jako Komtuan
- Chumphorn Thepphithak jako wujek Mao
- Cheathavuth Watcharakhun jako Peng
- Wannakit Sirioput jako Don
- Rungrawee Barijindakul jako Ngek
- Chatthapong Pantanaunkul jako Saming
- Nudhapol Asavabhakhin jako Toshiro
- Pornpimol Chookanthong jako Mae Waan
- Udom Chouncheun jako Ta Meun
- Boonsri Yindee jako Yai Hom
- Arirat Ratanakaitkosol jako Tang On
- Woravit Tanochitsirikul jako Sia Pao